# Amiran Totikaixvili
Amiran Totikaixvili   (Martkopi, 21 de juliol de 1969) és un judoka georgià, ja retirat, que va competir sota bandera de la Unió Soviètica durant les dècades de 1980 i 1990.
El 1988 va prendre part en els Jocs Olímpics d'Estiu de Seül, on guanyà la medalla de bronze en la competició del pes extra lleuger del programa de judo.
En el seu palmarès també destaquen una medalla d'or en el Campionat del Món de judo de 1989, així com dues medalles d'or i una de bronze en el Campionat d'Europa de judo, entre el 1988 i 1990. També guanyà el campionat soviètic de 1989 i 1990.
Una vegada retirat, el 1996, exercí d'entrenador, entre d'altres de la selecció del Turkmenistan de cara a preparar els Jocs de 2020.